# Oglasa trimacula
Oglasa trimacula is een vlinder uit de familie van de spinneruilen (Erebidae). De wetenschappelijke naam van deze soort is voor het eerst voorgesteld als Acontia trimacula door Max Saalmüller in een publicatie uit 1891.
De soort komt voor op Madagaskar.